# Rostanga setidens
Rostanga setidens (Odhner, 1939) è un mollusco nudibranchio della famiglia Discodorididae.